# Žirany
Žirany (ungarisch Zsére) ist eine slowakische Gemeinde im Okres Nitra und im Nitriansky kraj mit 1346 Einwohnern (Stand 31. Dezember 2024).

## Geographie
Die Gemeinde befindet sich im Nordwestteil des Hügellands Žitavská pahorkatina am Bach Hunták, unterhalb des Gebirges Tribetz. Das Ortszentrum liegt auf einer Höhe von 250 m n.m. und ist 12 Kilometer von Nitra entfernt.
Nachbargemeinden sind Jelenec im Norden und Osten, Kolíňany im Südosten, Štitáre im Süden, Podhorany im Westen und Bádice im Nordwesten.

## Geschichte
Der Ort wurde zum ersten Mal 1113 in den Zoborer Urkunden als Sire schriftlich erwähnt und gehörte zum Kloster am Zobor. 1349 war er den Urkunden zufolge verwüstet und kurz danach wohl neu besiedelt. Von 1360 bis 1848 war das Dorf im Untertanen-Verhältnis mit dem Bistum Neutra. Es gab eine Weinbau-Tradition und der Wein wurde sogar an das Graner Kapitel geliefert. Seit dem 15. Jahrhundert gibt es Kalköfen, im 18. Jahrhundert verzeichnete man 16 Öfen. 15. Jahrhundert 1828 zählte man 112 Häuser und 781 Einwohner, die in Landwirtschaft und Kalkbrennerei beschäftigt waren.
Bis 1918 gehörte der im Komitat Neutra liegende Ort zum Königreich Ungarn und kam danach zur Tschechoslowakei beziehungsweise heute Slowakei.

## Einwohner
| Jahr                | 1994 | 2004    | 2014    | 2024    |
| ------------------- | ---- | ------- | ------- | ------- |
| Anzahl der Personen | 1257 | 1344    | 1363    | 1346    |
| Unterschied         |      | +6,92 % | +1,41 % | −1,24 % |

| Jahr                | 2023 | 2024    |
| ------------------- | ---- | ------- |
| Anzahl der Personen | 1352 | 1346    |
| Unterschied         |      | −0,44 % |

Gemäß der Volkszählung 2011 wohnten in Žirany 1355 Einwohner, davon 669 Slowaken, 636 Magyaren, sieben Tschechen und zwei Polen. 41 Einwohner machten keine Angaben. 1198 Einwohner bekannten sich zur römisch-katholischen Kirche, sechs Einwohner zur griechisch-katholischen Kirche, fünf Einwohner zur evangelischen Kirche A. B. und zwei Einwohner zur reformierten Kirche; zehn Einwohner waren anderer Konfession. 48 Einwohner waren konfessionslos und bei 86 Einwohnern ist die Konfession nicht ermittelt.

## Bauwerke
- römisch-katholische Kirche im Barockstil aus dem Jahr 1734